# Michał Chyliński
Michał Chyliński (ur. 22 lutego 1986 w Bydgoszczy) – polski koszykarz występujący na pozycji rzucającego obrońcy lub niskiego skrzydłowego, od 2024 zawodnik Astorii Bydgoszcz.
Wychowanek Astorii od lat był liderem reprezentacji juniorskich. W latach 2002–2005 uczęszczał do szkoły koszykarskiej w Kozienicach. W 2004 trafił do hiszpańskiego zespołu Unicaja Malaga, skąd był wypożyczany do francuskiego JSF Nanterre oraz do Bydgoszczy. Przed sezonem 2005/06 po rywalizacji w młodzieżowych mistrzostwach Europy II dywizji, dołączył do ekipy Matica i zagrał w eliminacjach do mistrzostw Europy. W ekstraklasie koszykarzy zadebiutował 15 października 2005 w meczu przeciwko Polonia Warszawa (przegranym 65:79). W sezonie 2005/2006 został uznany najlepszym młodym graczem (rocznik 1985 i młodsi) Dominet Basket Ligi. W lipcu 2006 poprowadził reprezentację Polski U20 do 4 miejsca w mistrzostwach Europy dywizji B. Był zawodnikiem reprezentacji Polski pod wodzą Muli Katzurina. Po występach w Hiszpanii wrócił do Polski – podpisał kontrakt z PGE Turowem Zgorzelec. W sezonie 2010/11 nie występował – leczył kontuzję, od sezonu 2011/12 ponownie został zawodnikiem Turowa Zgorzelec.
W sierpniu 2015 został zawodnikiem drużyny niemieckiej Bundesligi, Telekom Baskets Bonn. 14 grudnia rozwiązał umowę z klubem za porozumieniem stron. 11 stycznia 2016 roku związał się z klubem Anwil Włocławek na kolejne 2,5 roku.
3 lipca 2017 podpisał kontrakt z zespołem BM Slam Stali Ostrów Wielkopolski. 24 czerwca 2019 dołączył do Enea Astorii Bydgoszcz. 17 czerwca 2022 zawarł umowę z Grupą Sierleccy-Czarnymi Słupsk W czerwcu 2024 roku ponownie został zawodnikiem Astorii Bydgoszcz.
Jego postać znajduje się w grze NBA 2K16.

## Osiągnięcia
Stan na 18 lutego 2024, na podstawie, o ile nie zaznaczono inaczej.
Klubowe
- Mistrz Polski (2014)
- 4-krotny wicemistrz Polski (2011, 2013, 2015, 2018[11])
- Zdobywca:
  - Pucharu Polski (2019)[12]
  - Superpucharu Polski (2014/15)
- Finalista Pucharu Polski (2010, 2014, 2017, 2024)[13][14]
- Uczestnik rozgrywek:
  - Euroligi (2006–2008, 2014/15)[15]
  - Eurocup (2009/10, 2011/12, 2014/15)[15]
  - ligi VTB (2012–2014)[16]

Indywidualne
- MVP:
  - Superpucharu Polski (2014/15)[17]
  - miesiąca PLK (listopad 2014)
  - kolejki EBL (7 – 2018/2019)[18]
- Najlepszy Młody Zawodnik PLK (2006)[19]
- Zaliczony do:
  - I składu:
    - TBL (2013)[20]
    - kolejki EBL (7 – 2020/2021[21], 4 – 2023/2024[22])

  - II składu TBL (2013, 2015 – przez dziennikarzy)[23]
  - III składu EBL (2019 – przez dziennikarzy)[24]
- Zwycięzca konkursu:
  - Shooting Stars (2013)[25]
  - rzutów za 3 punkty EBL w ramach pucharu Polski (2019)[26]
- Uczestnik:
  - meczu gwiazd:
    - PLK (2013)[27]
    - Polska – Gwiazdy PLK (2010)[28]

  - konkursu rzutów za 3 punkty PLK, rozegranego podczas:
    - pucharu Polski (2019, 2020 – 2. miejsce)[29]
    - meczu gwiazd (2013 – 2. miejsce)[30]
- Lider strzelców mistrzostw Polski U–20 (2006)

Reprezentacja
- Brązowy medalista mistrzostw Europy U–20 dywizji B (2005)
- 2-krotny uczestnik mistrzostw Europy:
  - 2009 – 9. miejsce, 2013 – 21. miejsce[31]
  - U–20 dywizji B (2005, 2006 – 4. miejsce)[31]

## Statystyki podczas występów w Polsce
| Sezon     | Drużyna              | M  | S5 | MPG  | FG% | 3P% | FT% | RPG | APG | SPG | BPG | PPG  |
| --------- | -------------------- | -- | -- | ---- | --- | --- | --- | --- | --- | --- | --- | ---- |
| 2002/2003 | SMS PZKosz (II liga) | 11 |    |      |     |     |     |     |     |     |     | 6,2  |
| 2003/2004 | SMS PZKosz (I liga)  | 16 |    | 23,3 | 41% | 27% | 60% | 1,9 | 1,7 | 1,3 | 0,0 | 9,2  |
| 2004/2005 | SMS PZKosz (II liga) | 16 |    |      |     |     |     |     |     |     |     | 14,5 |
| 2005/2006 | Astoria (PLK)        | 25 | 4  | 15,6 | 37% | 35% | 75% | 1,3 | 1,5 | 0,8 | 0,0 | 5,8  |
| 2009/2010 | Turów (PLK)          | 29 | 20 | 23,5 | 43% | 40% | 74% | 2,3 | 1,9 | 0,7 | 0,0 | 9,1  |
| 2011/2012 | Turów (PLK)          | 43 | 22 | 19,6 | 45% | 38% | 73% | 2,0 | 1,0 | 0,5 | 0,0 | 6,8  |